# 阿尔弗雷德·希皮斯利
阿尔弗雷德·爱德华·希皮斯利（Alfred Edward Hippisley，1848年12月9日—1939年9月7日），漢名賀璧理，英国布里斯托尔人，1867年开始服务于清朝海关总税务司，1901年起担任司长赫德的主要助手之一，但是最终并未成为总税务司司长。希皮斯利于1910年退休，1939年病逝于英国伦敦。